# Pharsman d'Armaz
Pharasman I d'Armaz (mort el 87) fou un rei d'Ibèria, amb seu a Armazi, que hauria regnat de vers el 72 al 87.
Pharasman I era fill del rei Qartam d'Ibèria, el primer rei d'Armazi que governava el sud del regne d'Ibèria. Qartam hauria mort el mateix any i quasi al mateix temps que el seu germà Bartom II, i Pharsman va succeir al seu pare mentre el seu cosí Kaos va succeir a Bartom II a Mtskheta. La crònica georgiana el fa "vassall d'Erovand d'Armènia" que s'hauria d'interpretar com vassall d'Orodes I de Pàrtia.
Va deixar un fill, Azork, que el va succeir.